# René Genin (Radsportler)
René Genin (* 2. Juli 1931 in Voiron) ist ein ehemaliger französischer Radrennfahrer.

## Sportliche Laufbahn
Genin war im Straßenradsport aktiv. Als Amateur gewann er 1955 die Route de France vor Gérard Saint.
1951 bis 1959 war er Unabhängiger und Berufsfahrer. In der Tour de Var 1957 wurde er Zweiter hinter Emmanuel Busto und holte einen Etappensieg. 1952 wurde er Zweiter im Circuit du Ventoux und Dritter in der Tour du Sud-Est.
In der Tour de France 1955 kam er auf den 59. Gesamtrang.